# Hellive
Hellive è la prima registrazione ufficiale effettuata dal vivo dei Necrodeath, pubblicata in DVD dalla Scarlet Records nel 2013.

## Tracce

### Live in Catania
1. Idiosyncrasy (part 1)
2. Forever Slaves
3. Necrosadist
4. Burn and Deny
5. Final War
6. Propitiation of the Gods
7. Draculea
8. At the Mountains of Madness
9. Hate and Scorn
10. Queen of Desire
11. The Theory

### Live in Milano
1. The Flag of the Inverted Cross
2. Victim of Necromancy (Ghostrider cover) feat. Giulio the Bastard (Cripple Bastards)
3. Mater Tenebrarum feat. Claudio
4. United Forces (S.O.D. cover) feat. Excruciation
5. Countess Bathory (Venom cover) feat. Bulldozer

### Extras
1. Graveyard of the Innocent (Video)
2. Burn and Deny (Live From Sun Valley Metal Fest)
3. Credits (Forever Slaves Video)

## Formazione
- Flegias - voce
- Pier Gonella - chitarra
- Peso - batteria
- GL - basso